# Har Amir
Har Amir (hebreiska: הר אמיר) är ett berg i Israel.   Det ligger i distriktet Södra distriktet, i den södra delen av landet. Toppen på Har Amir är 686 meter över havet.
Terrängen runt Har Amir är kuperad västerut, men österut är den platt. Runt Har Amir är det ganska glesbefolkat, med 42 invånare per kvadratkilometer. Närmaste större samhälle är Eilat, 9,0 km söder om Har Amir. Trakten runt Har Amir är ofruktbar med lite eller ingen växtlighet.